# Glyphostoma maldivica
Glyphostoma maldivica é uma espécie de gastrópode do gênero Glyphostoma, pertencente a família Conidae.